# Francesco D’Ovidio
Francesco D’Ovidio (* 5. Dezember 1849 in Campobasso; † 24. November 1925 in Neapel) war ein italienischer Romanist.

## Leben und Werk
D’Ovidio wuchs in Neapel auf. Er studierte in Pisa bei Alessandro D’Ancona und Domenico Comparetti, promovierte 1870 mit der Arbeit Sull’origine dell’unica forma flessionale del nome italiano (Pisa 1872) und habilitierte sich 1874. Nach einer Zeit als Gymnasiallehrer in Bologna und Mailand wurde er 1876 auf den Lehrstuhl für romanische Philologie in Neapel berufen und besetzte ihn (nahezu 50 Jahre lang) bis zu seinem Tod. 1905 wurde er zum Senator ernannt.
D’Ovidio war Mitglied (und von 1916 bis 1920 Präsident) der Accademia Nazionale dei Lincei, sowie Mitglied der Accademia della Crusca.
Francesco D’Ovidio war der Bruder des Mathematikers Enrico D’Ovidio.

## Schriften

### Gesammelte Werke
- Opere di Francesco D’Ovidio. Neapel 1926–1934 (teilweise u. d. T.: Opere complete di F. D’Ovidio)
  - 1. Studii sulla Divina Commedia
  - 2. Nuovi studii danteschi
  - 3. (nicht erschienen)
  - 4. Nuovo volume di studi danteschi
  - 5. L’ultimo volume dantesco
  - 6. Studii manzoniani
  - 7. Nuovi studii manzoniani
  - 8. Le correzioni ai Promessi sposi e la questione della lingua
  - 9. Versificazione romanza. Poetica e poesia medioevale
  - 10. Varietà filologiche. Scritti di filologia classica e di lingua italiana
  - 11. Studi sul Petrarca e sul Tasso
  - 12. Varietà critiche
  - 13–14. Rimpianti vecchi e nuovi
  - 15–18. (nicht erschienen)

### Weitere Schriften (Auswahl)
- (mit Wilhelm Meyer-Lübke) Grammatik der italienischen Sprache. Straßburg 1905 (italienisch: Grammatica storica della lingua e dei dialetti italiani. Mailand 1906, 1919, 1975)
- Scritti linguistici di D’Ovidio. hrsg. von Patricia Bianchi, Neapel 1982, 2000
- Francesco D’Ovidio. Ricerche, storia, personaggi e luoghi del Molise. hrsg. von Renato Lalli, Campobasso 1990
- (Übersetzer) William Dwight Whitney: La vita e lo sviluppo del linguaggio. hrsg. von Luigi Rosiello und Giuseppe Carlo Vincenzi, Mailand 1990 (zuerst 1876)
- Dante e la filosofia del linguaggio. Florenz 2008